# ارل باتز
ارل لاور «راستی» باتز (Earl Lauer "Rusty" Butz)‏ (۳ ژوئیه، ۱۹۰۹–۲ فوریه ۲۰۰۸)، مقام حکومتی ایالات متحده بود که به عنوان وزیر کشاورزی تحت ریاست جمهوری ریچارد نیکسون و جرالد فورد خدمت نمود. سیاست‌های او کشاورزی شرکتی بزرگ مقیاس و خاتمه دادن برنامه‌های نیو دیل را ترجیح می‌داد.

## پس‌زمینه
باتز در البینوی ایندیانا بدنیا آمد و در مزرعه لبنیاتی شهرستان نوبل ایندیانا بزرگ شد. او بزرگترین فرزند از پنج فرزند بود و هنگام رشد در مزرعه ۱۶۰ جریب فرنگی (۶۵ هکتاری) والدینش کار کرد. او در مدرسه تک اتاقی شهرستان تا کلاس هشتم شرکت کرد و در کلاس هفتم از این دبیرستان فارغ‌التحصیل شد.
باتز دانش آموختهٔ دانشگاه پردو بود، جایی که عضوی از انجمن اخوت آلفا گاما رو بود. او کارشناسی کشاورزی خود را در ۱۹۳۲ دریافت کرد و سپس دکترایش در اقتصاد کشاورزی را در ۱۹۳۷ میلادی کسب نمود. او عمومی بازیکن فوتبال آمریکایی، دیو باتز بود.
باتز با ماری اما پاول (۱۹۱۱–۱۹۹۵) سابق از کارولینای شمالی در ۱۹۳۰ در کمپ 4-H ملی در واشینگتن DC ملاقات کرد. آنها در ۲۲ دسامبر ۱۹۳۷ میلادی ازدواج کردند. آنها دو پسر به نام‌های ویلیام پاول و توماس ارل باتز داشتند.

## حرفه
باتز در ۱۹۴۸ میلادی نایب رئیس انجمن اقتصاد کشاورزی آمریکا شد و سه سال بعد در همان مقام در جامعه مدیران کشاورزی و ارزیابان روستایی گماشته شد. در ۱۹۴۵ میلادی به عنوان دستیار وزیر کشاورزی توسط رئیس‌جمهور دوایت دی. آیزنهاور منصوب گشت. همان سال، به عنوان مسئول نماینده ایالات متحده در سازمان غذا و کشاورزی سازمان ملل متحد منصوب گشت.
او هردوی این سمت‌ها را در ۱۹۵۷ میلادی رها کرد و رئیس کشاورزی در دانشگاه پردو که از آن فارغ‌التحصیل شده بود گشت. در ۱۹۶۸ میلادی به موقعیت‌های رئیس آموزش و نایب رئیس بنیاد تحقیقاتی دانشگاه ارتقاء یافت. همچنین او در ۱۹۶۸ میلادی برای فرمانداری ایندیانا اقدام کرد، اما در کنوانسیون ایالتی پس از برنده نهایی ادگاور ویتکامب و فرماندار آینده اوتیس آر. بوون با فاصله مقام سوم را کسب نمود.

### وزیر کشاورزی
باتز دستیار وزیر کشاورزی در واشینگتن DC از ۱۹۵۴ تا ۱۹۵۷ تحت ریاست جمهوری دوایت آیزنهاور بود. رئیس‌جمهور ریچارد نیکسون در ۱۹۷۱ میلادی باتز را به عنوان وزیر کشاورزی گماشت، منصبی که پس از استعفای نیکسون در ۱۹۷۴ و در نتیجه رسوایی واترگیت به خدمت در آن ادامه داد. او از ۱۹۷۱ تا ۱۹۷۶ تحت ریاست جمهوری ریچارد نیکسون و جرالد فورد وزیر کشاورزی بود. هنگامی که سردمدار USDA بود، باتز شدیداً سیاست‌های کشاورزی فدرال را تغییر داده و بسیاری از برنامه‌های حمایتی زمین کشاورزی دوران نیو دیل را مجدداً مهندسی نمود.
به عنوان مثال او برنامه‌ای را منحل کرد که به کشاورزان ذرات برای کشت نکردن کل زمینشان هزینه پرداخت می‌کرد (مبحث «انبار غله همیشه نرمال» هنری والاس را ببینید). این برنامه تلاش ناموفقی در جهت اجتناب از تأمین بیش از حد ملی ذرت و قیمت‌های پایین ذرت را صورت داد. تکه کلام او برای کشاورزان این بود: «بزرگ شو یا بیرون رو»، و از کشاورزان می‌خواست تا محصولات مصرفی چون ذرت را «از حصار تا حصار» بکارند. این تغییر سیاست‌ها با ظهور شرکت‌های کشاورزی-تجاری منجر شده و موجب کاهش پایداری مالی زمین‌های کشاورزی کوچک خانوادگی گشت.
باتز اداره کشاورزی را طی اکثریت دوره اخیر تاریخ آمریکا برعده داشت، یعنی زمانی که قیمت غذا آنچنان بالا رفت که موجب تولید گرمای سیاسی شد. در ۱۹۷۲ میلادی، اتحاد شوروی از برداشت‌های فاجعه آمیز رنج می‌برد و ۳۰ میلیون تن غله آمریکا را خریداری نمود. باتز به سازماندهی آن معامله کمک کرده بود و امید داشت تا قیمت محصولات را تقویت کرده و موجب شود کشاورزان چموش برای به میان آوردن جرج مک‌گاورن به زمین بازی جمهوری‌خواهان رأی دهند.
او در مستند «پادشاه ذرت» ظاهر شد و در آن به عنوان شخصی شناخته می‌شد که خیزش تولید ذرت، زمین‌های کشاورزی تجاری بزرگ و وفور ذرت در رژیم آمریکاییان را شروع نمود. در «پادشاه ذرت»، باتز استدلال می‌کرد که یارانه ذرت به‌طور جدی هزینه غذا را برای تمامی آمریکاییان بوسیله ارتقاء کارآمدی فناوری‌های کشاورزی کاهش داده‌است. تولید غذا با افزایش تقاضای مصنوعی برای غذا کارامد تر شده و هزینه غذا را برای همگی کاهش داد.

## رسوایی‌ها و استعفا

### جوک پاپ
در کنفرانس جهانی غذا در ۱۹۷۴ میلادی در رم، باتز مخالفت پاپ پل ششم علیه «کنترل جمعیت» را با بزله گویی با درآوردن لهجه ایتالیایی اینگونه مسخره کرد: «او بازیکن نیس، او قواعد را درست نمی‌کند» (He no playa the game, he no maka the rules).‏ سخنگوی اسقف کوک از سراسقف‌نشین نیویورک تقاضای عزرخواهی کرد و کاخ سفید نیز همین درخواست را از او کرد. باتز یکی از دولت مردان را فرستاد که می‌گفت باتز «قصد عیبجویی از انگیزه‌ها یا یکپارچگی هیچ گروه مذهبی، گروه اقلیت یا رهبران مذهبی را ندارد». او از طریق یکی از سخنگوها بیان داشت که رسانه‌ها این بخش از سخن او را تقطیع کرده و از بستر کلی بیرون کشیده بودند و یک جوک را مجدداً بازگو کرده بودند.

### جوک نژادپرستانه
رسانه‌های خبری اشاره نژادپرستانه‌ای که او در مقابل سرگرم‌کنندگانی به نام‌های پت بون و سانی بونو و مشاور سابق کاخ سفید جان دین هنگام پرواز تجاری به کالیفرنیا بعد از کنوانسیون ملی جمهروی‌خواهان در ۱۹۷۶ میلادی ارائه کرده بود را افشا نمودند. نسخه ۱۸ اکتبر ۱۹۷۶ میلادی از مجله تایم این توضیحات را گزارش نمود، در حالی که حالت عوامانه آن را پوشاند:
باتز با جوک کثیفی شروع کرد که مربوط به عمل جنسی بین یک سگ و راسوی متعفن بود. هنگامی که گفتگو سیاسی شد، بون که یک جمهوری‌خواه جناح راستی بود از باتز پرسید که چرا حزب لینکلن قادر نیست تا سیاهان بیشتری را جذب کند. وزیر با یک خط پاسخ داد که چنان نسبت به سیاهپوستان وقیح و توهین آمیز بود که او را مجبور کرد تا در هفته آخر از کابینه بیرون رفته و کل کمپین فورد نیز یکه خورد. باتز گفت: «بهت میگم که رنگین پوستا چی می‌خوان. سه چیز: اول، یک واژن تنگ؛ دوم، کفشای گشاد؛ سوم، مکان گرمی برای ریدن.»

دین پس از کمی تعلل خطی از «رولینگ استون» را به کار برد و آن را به یک افسر نامعلوم از کابینه نسبت داد. اما مجله «نیو تایمز» در یک اقدام بزرگ با بررسی بازرس‌گونهٔ سفرنامهٔ تمام اعضای کابینه، هویت باتز را پیدا نمود.